# Roden (Iserlohn)

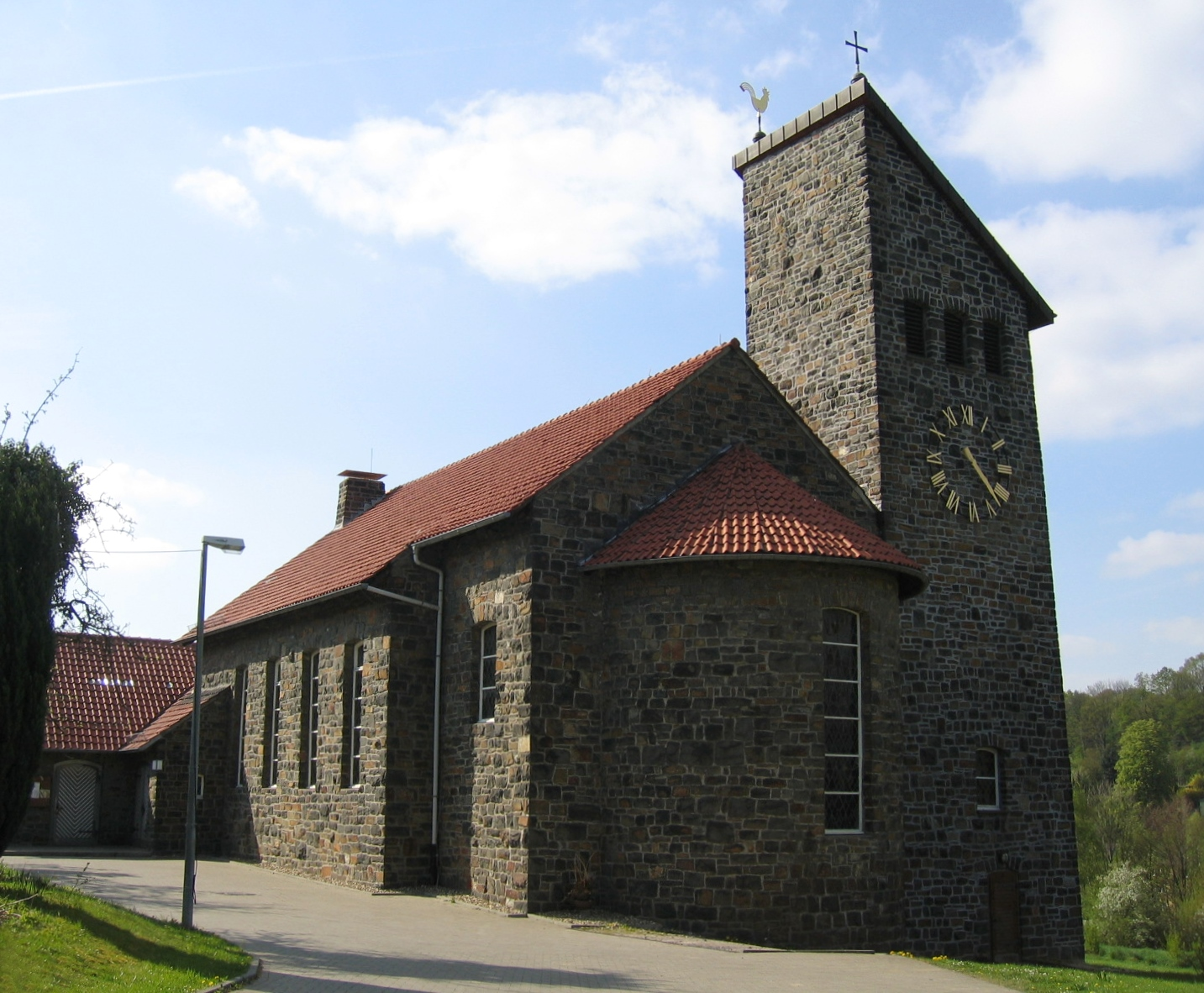
Christuskirche

Roden ist ein Stadtteil im Süden der Stadt Iserlohn im Märkischen Kreis im Sauerland.
Der Ort mit etwa 300 Häusern liegt zwischen den Stadtteilen Grüne und Lössel. Ende 2024 hatte er rund 1400 Einwohner. Den öffentlichen Personennahverkehr stellt die Märkische Verkehrsgesellschaft mit der Buslinie 17 (Montag bis Samstag Nachmittag) sicher, die von der Sonnenhöhe bis nach Lössel verkehrt. Fußläufig erreichbar sind zudem die Haltestellen Obergrüne Kirche und Grüner Talstrasse, an der z. B. zusätzlich noch die Buslinie 1 (Hohenlimburg-Letmathe-Iserlohn-Hemer-Menden) etc. verkehrt. Die evangelische Christuskirche, eine Saalkirche aus Bruchsteinen, wurde 1937 errichtet.

## Vereine
- Tennisclub Lössel-Roden e. V.
- Turn- und Sportverein Grüne-Roden 1911
- VdK Lössel-Roden